# Garden of the Gods
Der Garden of the Gods (deutsch „Garten der Götter“) ist ein etwa 5,2 km² großer öffentlicher Park am Stadtrand von Colorado Springs zu Füßen des Pikes Peak, gelegen im US-Bundesstaat Colorado. Seine roten Sandsteinformationen aus 65 Millionen Jahre alten Sedimenten ähneln denen der Red Rocks westlich von Denver. Der Name Colorado (bunt) soll auf diesen farbigen Sandstein zurückgehen.

## Tourismus

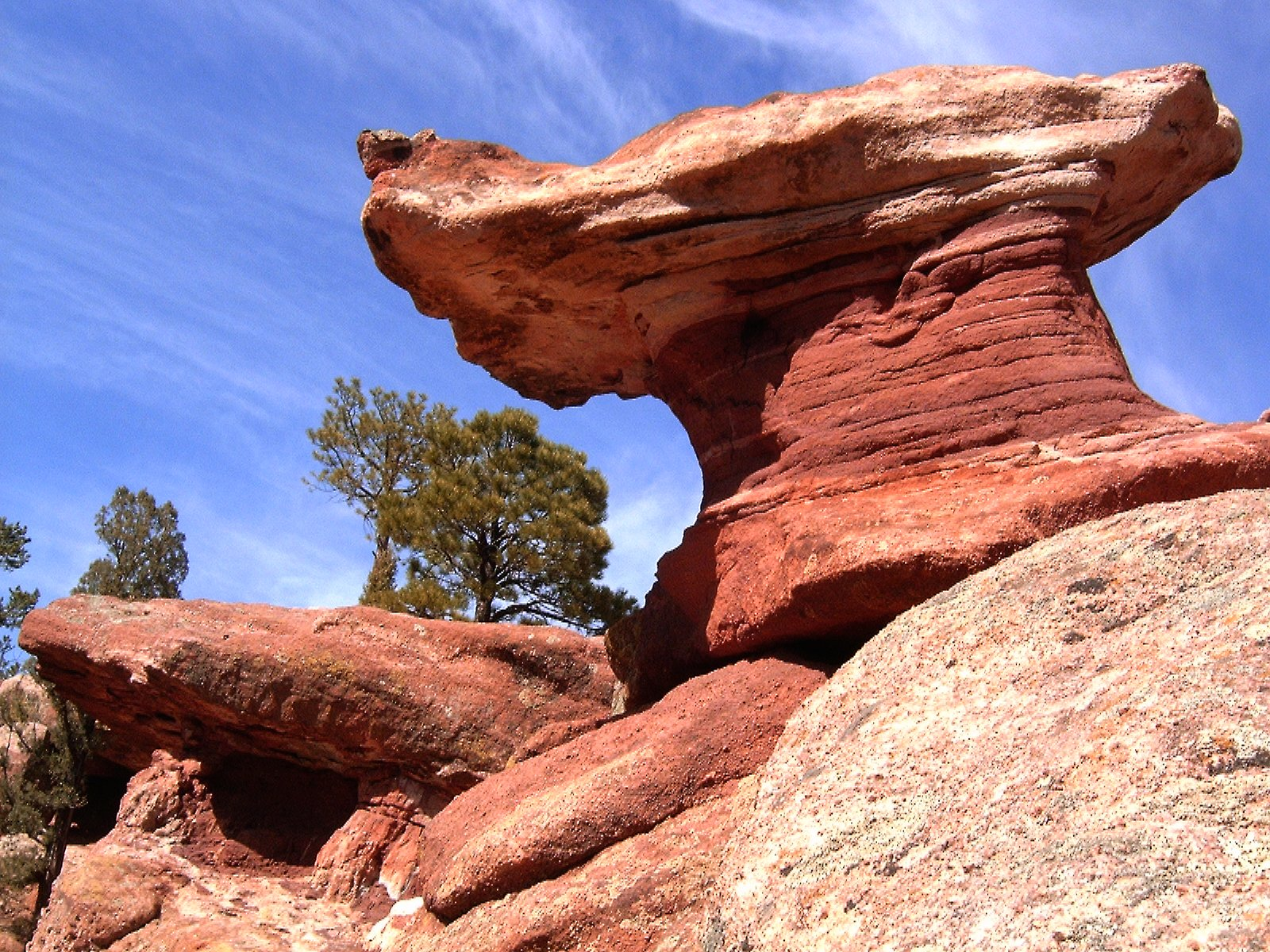
Pilzförmiger Felsen aus rotem Konglomerat und Sandstein im Garden of the Gods

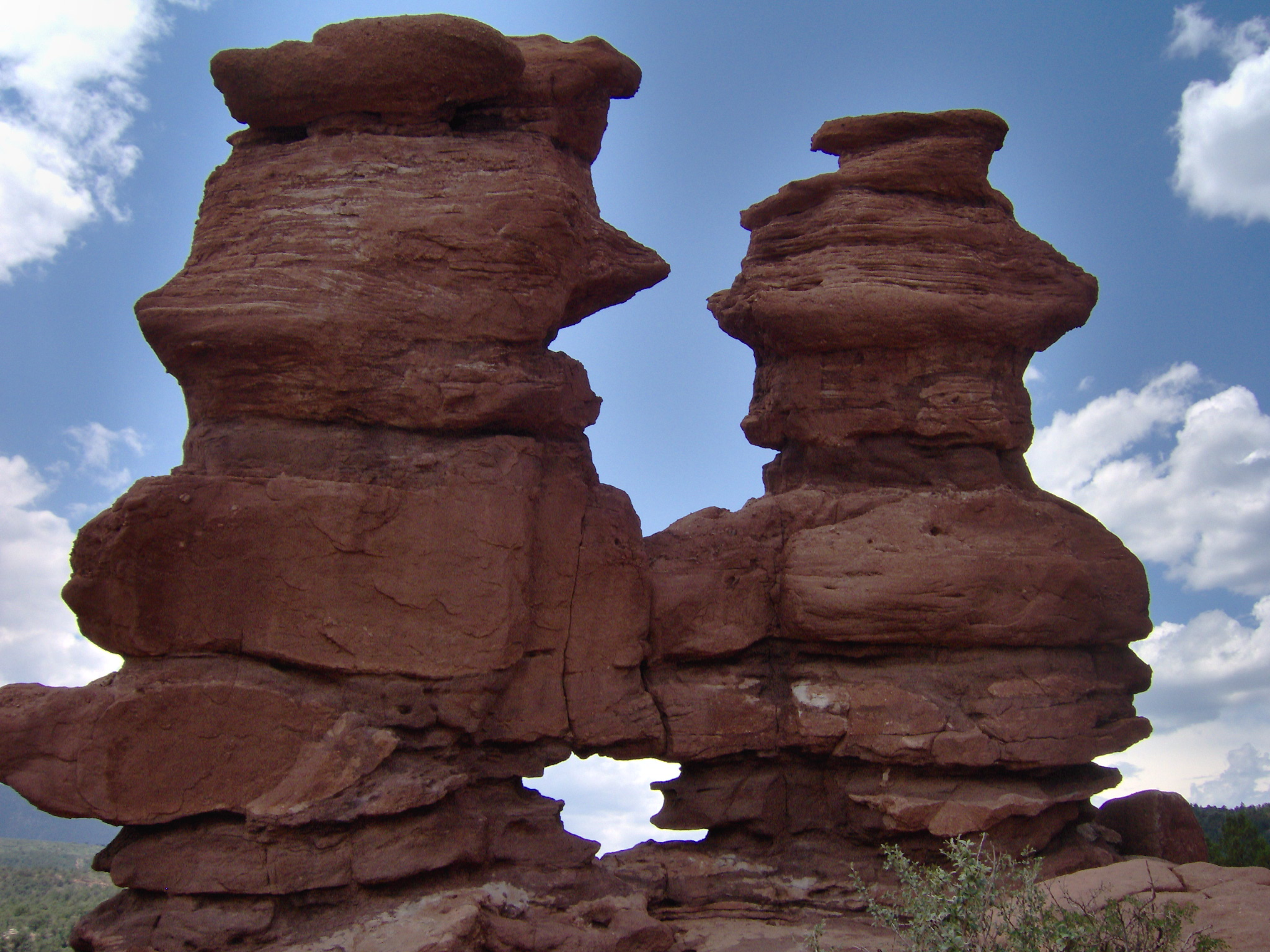
Rote Sandsteinklippen „Siamesische Zwillinge“

Der 1909 gegründete Park erfreut sich großer Beliebtheit als Ausflugsziel. Wandern, Reiten und Mountain Biking auf eigens angelegten Pfaden sind hier möglich. Die ungewöhnlichen und steilen, teilweise bizarren Felsformationen mit Namen wie „Kissing Camels“ oder „Weeping Indian“ locken außerdem viele Kletterer an. Die Instabilität des Sandsteins, insbesondere nach starkem Niederschlag, hat allerdings schon einige Opfer gefordert. Trotz alledem bleibt klettern im Garden of the Gods erlaubt. Allerdings ist eine vorherige Registrierung auf der offiziellen Website nötig.
Weiterhin sehr beliebt bei den Touristen sind die angebotenen Ausritte hoch zu Ross durch den Naturpark. Der Anbieter ist ein Reitgestüt im Süden des Parks und es werden Ausritte bis zu 2 Stunden angeboten. Die Führer der Reitergruppe erklären auch genau die Felsformationen, Pflanzen und Tierwelt.
Zur touristischen Infrastruktur zählen ferner ein Besucherzentrum, welches in der Feriensaison (Memorial Day bis Labor Day) geöffnet ist, sowie ein Hotel, das „Hidden Inn“. Darüber hinaus gibt es diverse Picknickplätze.

## Der Name
Obwohl vielfach angenommen, ist der Name „Garden of the Gods“ nicht indianischen Ursprungs. Erst im August 1859 kamen im Rahmen des Aufbaus der Stadt Colorado City zwei Landvermesser in diese Gegend. Einer von ihnen, M. S. Beach, soll beim Anblick der roten Felsen gesagt haben, dass dies ein idealer Platz für einen Biergarten wäre. Sein ebenfalls stark beeindruckter Begleiter Rufus Cable entgegnete sinngemäß „Biergarten? Aber einer für die Götter! Nennen wir es Garden of the Gods“. Ein Biergarten wurde hier nie eröffnet, aber der Name blieb.